# Линдсей, Робин
Фредерик Роберт (Робин) Линдсей (англ. Frederick Robert (Robin) Lindsay, 11 января 1914, Дели, Британская Индия — 6 апреля 2011) — британский хоккеист (хоккей на траве), полузащитник. Серебряный призёр летних Олимпийских игр 1948 года.

## Биография
Робин Линдсей родился 11 января 1914 года в индийском городе Дели, где его отец работал инженером.
Окончил колледж святого Иосифа в Дарджилинге. В Индии начал заниматься хоккеем на траве.
Переехал в Великобританию в 1933 году и поступил в Королевский стрелковый корпус. В 1937 году поступил в Королевскую военную академию в Сандхёрсте, за которую играл в хоккей на траве.
Во время Второй мировой войны служил в Королевском танковом корпусе в Северной Африке, участвовал в освобождении Сицилии. В 1941 году был награждён Военным крестом, в 1942 году — орденом «За выдающиеся заслуги».
В 1948 году вошёл в состав сборной Великобритании по хоккею на траве на Олимпийских играх в Лондоне и завоевал серебряную медаль. Играл на позиции полузащитника, провёл 5 матчей, мячей не забивал.
В 1950 году вернулся в Индию в качестве инструктора в индийском военном колледже в Веллингтоне на юге страны.
Уйдя в отставку с военной службы в 1959 году в звании подполковника, в течение 20 лет работал в пивоваренной компании Vaux Breweries в Нортамберленде. С 1979 года жил в Оксфордшире.
Умер 6 апреля 2011 года.